# Mirandilla
Mirandilla ist eine Gemeinde (municipio) mit 1.246 Einwohnern (Stand: 2024) in der spanischen Provinz Badajoz in der Autonomen Gemeinschaft Extremadura. 

## Lage
Mirandilla liegt etwa 13 Kilometer nordnordöstlich von Mérida in einer Höhe von 300 m. Ein Großteil der Gemeinde liegt im Parque Natural de Cornalvo.

## Demografie
| Einwohnerzahl (1900–2021)                 | Einwohnerzahl (1900–2021) | Einwohnerzahl (1900–2021) | Einwohnerzahl (1900–2021) | Einwohnerzahl (1900–2021) | Einwohnerzahl (1900–2021) | Einwohnerzahl (1900–2021) | Einwohnerzahl (1900–2021) | Einwohnerzahl (1900–2021) | Einwohnerzahl (1900–2021) | Einwohnerzahl (1900–2021) | Einwohnerzahl (1900–2021) | Einwohnerzahl (1900–2021) |
| ----------------------------------------- | ------------------------- | ------------------------- | ------------------------- | ------------------------- | ------------------------- | ------------------------- | ------------------------- | ------------------------- | ------------------------- | ------------------------- | ------------------------- | ------------------------- |
| 1900                                      | 1910                      | 1920                      | 1930                      | 1940                      | 1950                      | 1960                      | 1970                      | 1981                      | 1991                      | 2001                      | 2011                      | 2021                      |
| 1269                                      | 1346                      | 1978                      | 2321                      | 2528                      | 2741                      | 2389                      | 1668                      | 1375                      | 1296                      | 1339                      | 1358                      | 1248                      |
| Quelle: Instituto Nacional de Estadística |                           |                           |                           |                           |                           |                           |                           |                           |                           |                           |                           |                           |

## Sehenswürdigkeiten
- Magdalenenkirche (Iglesia de Santa María Magdalena)
- Rochuskapelle
- Isidorkapelle
- Rathaus

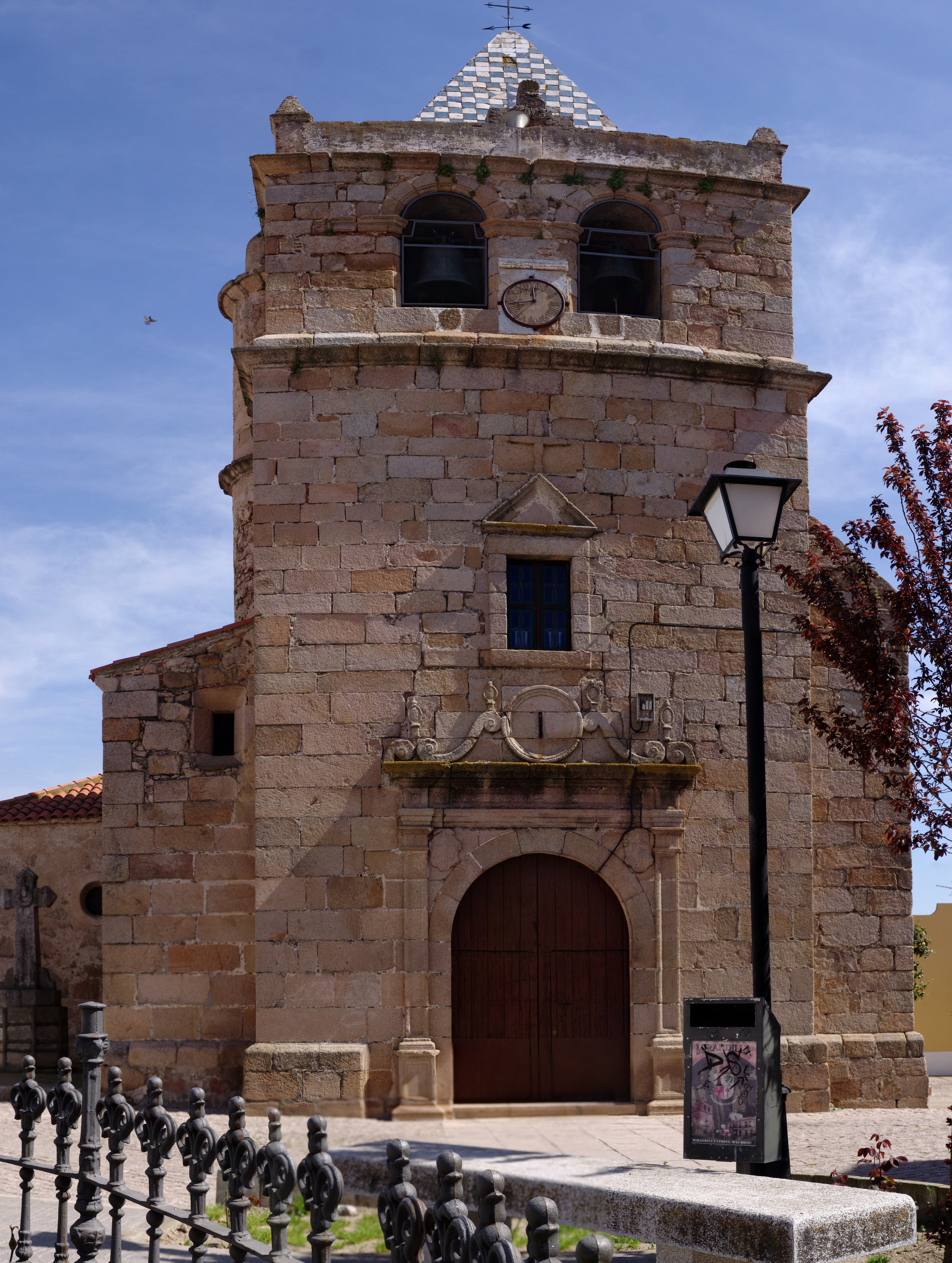
Magdalenenkirche